# 大深度地下の公共的使用に関する特別措置法
大深度地下の公共的使用に関する特別措置法（だいしんどちかのこうきょうてきしようにかんするとくべつそちほう、平成12年5月26日法律第87号）は、公共の利益となる事業による大深度地下の使用に関し、その要件、手続等について特別の措置を講ずることにより、当該事業の円滑な遂行と大深度地下の適正かつ合理的な利用を図ることに関する日本の法律である。